# Karaté aux Jeux africains de 2003
Navigation
1999 2007
Les compétitions de karaté aux Jeux africains de 2003 ont lieu en octobre 2003 à Abuja, au Nigeria.  

## Médaillés

### Hommes
| Épreuve           | Or                         | Argent                 | Bronze                     |
| ----------------- | -------------------------- | ---------------------- | -------------------------- |
| Kata              | Karim Sherif (EGY)         | Youcef Djaballah (ALG) | Thabiso Maretlwaneng (BOT) |
| Kata              | Karim Sherif (EGY)         | Youcef Djaballah (ALG) | Rudy Razafarisom (MAD)     |
| Kata par équipe   | Égypte                     | Nigeria                | Botswana                   |
| Kata par équipe   | Égypte                     | Nigeria                | Nigeria                    |
| Kumite −60 kg     | Thabiso Maretlwaneng (BOT) | Sid Ali Benterki (ALG) | Wilver Ngampika (CGO)      |
| Kumite −60 kg     | Thabiso Maretlwaneng (BOT) | Sid Ali Benterki (ALG) | Mohamed Abd Regal (EGY)    |
| Kumite −65 kg     | Hassib Kanun (TUN)         | John Osamwonyi (NGA)   | Selman Mesdoui (ALG)       |
| Kumite −65 kg     | Hassib Kanun (TUN)         | John Osamwonyi (NGA)   | Abdoulaye Ndiaye (SEN)     |
| Kumite par équipe | Sénégal                    | Tunisie                | République du Congo        |
| Kumite par équipe | Sénégal                    | Tunisie                | Égypte                     |

### Femmes
| Épreuve           | Or                         | Argent                | Bronze                   |
| ----------------- | -------------------------- | --------------------- | ------------------------ |
| Kata              | Miora Razafindrakoto (MAD) | Karin Prinsloo (RSA)  | Fadila Abdelhafid (ALG)  |
| Kata              | Miora Razafindrakoto (MAD) | Karin Prinsloo (RSA)  | Heba Atala (EGY)         |
| Kata par équipe   | Égypte                     | Sénégal               | Botswana                 |
| Kata par équipe   | Égypte                     | Sénégal               | Nigeria                  |
| Kumite −53 kg     | Heba Aly Salaheldin (EGY)  | Nadira Zerrouki (ALG) | Anna Thiaw (SEN)         |
| Kumite −53 kg     | Heba Aly Salaheldin (EGY)  | Nadira Zerrouki (ALG) | Haïfa Jemili (TUN)       |
| Kumite −60 kg     | Ibtissem Hannachi (TUN)    | Karin Prinsloo (RSA)  | Faiza Menni (ALG)        |
| Kumite −60 kg     | Ibtissem Hannachi (TUN)    | Karin Prinsloo (RSA)  | Gotseone Mongologa (BOT) |
| Kumite +60 kg     | Sandra Louw (RSA)          | Amenze Richard (NGA)  | Heba Abraham (EGY)       |
| Kumite +60 kg     | Sandra Louw (RSA)          | Amenze Richard (NGA)  | Rafika Dakhlaoui (TUN)   |
| Kumite open       | Karin Prinsloo (RSA)       | Sofaa Nabil (EGY)     | Rym Draoui (ALG)         |
| Kumite open       | Karin Prinsloo (RSA)       | Sofaa Nabil (EGY)     | Rafika Dakhlaoui (TUN)   |
| Kumite par équipe | Égypte                     | Afrique du Sud        | Algérie                  |
| Kumite par équipe | Égypte                     | Afrique du Sud        | Sénégal                  |